# باشگاه فوتبال پوترز بار تاون
باشگاه فوتبال پوترز بار تاون (به انگلیسی: Potters Bar Town Football Club) یک باشگاه فوتبال در شهر پوترز بار، کشور انگلستان است که در سال ۱۹۶۰ میلادی تأسیس شده است.